# Raigad
Raigad of Raigarh is een district van de Indiase staat Maharashtra. Het district telt 2.205.972 inwoners (2001) en heeft een oppervlakte van 7152 km². Het bestuurlijke hoofdkwartier is gevestigd in het relatief kleine Alibag.

## Geografie
Het district ligt in de historische regio en bestuurlijke divisie Konkan. Het grenst aan de districten Thane, Pune, Satara en Ratnagiri, en ten noordwesten van Raigad ligt de metropool Mumbai, de grootste stad van India. Een deel van Raigad behoort ook tot het stedelijk gebied van Mumbai.

### Plaatsen
Plaatsen met meer dan 20.000 inwoners (2001) zijn:
- Uran
- Panvel
- Navi Mumbai (deels)
- Karjat
- Khopoli
- Pen
- Mahad